# Star Trek III: En busca de Spock
Star Trek III: en busca de Spock (título original en inglés: Star Trek III: The Search for Spock) es una película de ciencia ficción estadounidense dentro del universo de Star Trek creado por Gene Roddenberry. Producida por Paramount Pictures es la tercera película de la franquicia, siendo la continuación de Star Trek II: La ira de Khan. Fue estrenada el 1 de junio de 1984 en Estados Unidos.

## Argumento
Después de la muerte de Spock en Star Trek II: la ira de Khan, el doctor Leonard McCoy comienza a sufrir trastornos mentales y sueños relacionados con él. El almirante James Kirk, desobedeciendo la orden de que ninguna nave se acerque al planeta Génesis, creado por la explosión del dispositivo Génesis y ahora calificado como una «controversia intergaláctica», roba el Enterprise tras su retirada del servicio debido a los graves daños causados por la última batalla que libró. Secundado y acompañado por sus oficiales, se dirige al mencionado planeta, donde, tras un enfrentamiento con los klingon que deja la nave completamente inutilizada y ante la muerte de su hijo David Marcus a manos de éstos, no tiene otro remedio que destruir el Enterprise en un intento desesperado de obtener ventaja ante sus adversarios. Después de escapar de su condenada nave, Kirk y sus leales amigos van al encuentro de un Spock joven pero sin memoria, y encontrándose con que el planeta es ahora inestable, envejeciendo a pasos agigantados, estando Spock ligado al mismo proceso. Tras una batalla entre Kirk y el comandante Kruge donde el primero sale victorioso, escapa del planeta en destrucción y se traslada a Vulcano en la nave klingon, llevando a Spock. Allí, después de una ceremonia altamente peligrosa y compleja (El Fal Tor Pan), se reincorpora la memoria a Spock, que permanecía en la mente de McCoy. Ahora reunidos, todos permanecerían en Vulcano para prepararse para responder por sus actos de vuelta en la Tierra. La acción se sitúa hacia el año 2285.

## Intérpretes
| Personaje                   | Intérpretes       | Doblaje español          | Doblaje mexicano       |
| --------------------------- | ----------------- | ------------------------ | ---------------------- |
| Almirante James T. Kirk     | William Shatner   | Constantino Romero       | Guillermo Coria        |
| Capitán Spock               | Leonard Nimoy     | Miguel Ángel Jenner      | Sergio Barrios         |
| Dr. Leonard McCoy «Bones»   | DeForest Kelley   | Joaquín Díaz             | Maynardo Zavala        |
| Montgomery Scott «Scotty»   | James Doohan      | Felipe Peña              | Víctor Guajardo        |
| Hikaru Sulu                 | George Takei      | Antonio Gómez de Vicente | Jorge Roig             |
| Teniente Nyota Uhura        | Nichelle Nichols  | Marta Martorell          | ¿?                     |
| Pavel Chekov                | Walter Koenig     | Antonio Lara             | Juan Alfonso Carralero |
| Embajador Sarek             | Mark Lenard       | Rafael Luis Calvo        | Óscar Morelli          |
| Teniente Saavik             | Robin Curtis      | María Luisa Solá         | Mónica Manjarrez       |
| Suma Sacerdotisa de Vulcano | Judith Anderson   | Elsa Fábregas            | Carmen Donna-Dío       |
| Comandante Kruge            | Christopher Lloyd | Camilo García            | Guillermo Romo         |
| Valkris                     | Cathie Shirriff   | Enriqueta Linares        | ¿?                     |
| Capitán Styles              | James B. Sikking  | Jesús Nieto              | ¿?                     |
| Almirante Morrow            | Robert Hooks      | Jesús Ferrer             | ¿?                     |
| Teniente de transportadores | Scott McGinnis    | Pep Sais                 | ¿?                     |

## Producción
La muerte de Spock en la anterior película de la saga causó protestas. Por ello, al final, Leonard Nimoy accedió a volver bajo la condición de que fuese el director, cosa que ocurrió.
La producción del film fue detenida después de que un incendio destruyera varios estudios en Paramount en 1983, uno de los cuales estaba adyacente al decorado del Planeta Génesis. Inicialmente se pensó que el fuego fue originado por los contenidos pirotécnicos del decorado, pero finalmente se concluyó que fue intencional. El incendio está presente en la Edición Especial del DVD.
Edward James Olmos audicionó para el rol de Kruge. Fue la primera opción de Leonard Nimoy para el personaje, hasta que el productor Harve Bennett convenció a Nimoy de contratar a Christopher Lloyd.
Nimoy le puso voz a la computadora del Excelsior en la escena del turboascensor con Scotty. Además Nimoy fue puesto en los créditos como «Franke Force». El sobrenombre también fue usado para mantener en secreto la participación de Leonard Nimoy como actor de la película.

## Recepción
La película fue recibida con opiniones mayormente positivas. La recaudación obtenida en Estados Unidos fue de 76.47 millones de dólares. 

## Novela
La novela fue lanzada para coincidir con el lanzamiento de la película, y relata los eventos sucedidos entre Star Trek II y el comienzo de Star Trek III, incluyendo una relación entre Saavik y David Marcus que se suponía ocurriría en Star Trek II.

## Blu-Ray
El 12 de mayo de 2009, sale a la venta la primera versión en Blu-Ray de The Search for Spock, incluida en un pack que contiene las 6 películas protagonizadas por el elenco de Star Trek: la serie original. La película incluye sonido Dolby TrueHD de 7.1 canales, además de tener todo el material extra incluido en los DVD previos. El mismo día, también salió a la venta «Star Trek: Motion Picture Trilogy» que contiene Star Trek II, Star Trek III y Star Trek IV.